# ダームガーン
ダームガーン（دامغان; Dāmghān）は、イランのセムナーン州ダームガーン郡にある都市。

## 概要
首都・テヘランの東342 kmにあり、標高1,250 m。メシェドへと向かう高速道路付近にある。
古代からシルクロードの要衝であり、イランで最古の歴史を持つ、いわゆる古代都市である。イランの最古のモスクである、「ターリク・ハーネ・モスク」が存在する。
9世紀、856年12月22日には、ダームガーン付近でマグニチュード8.0と推定される大地震が発生し、20万人が死亡するという壊滅的な被害となった。これは、最初期の記録的な大震災ともいわれ、歴史的な都市であるヘカトンピュロスも甚大な被害を受け、廃墟と化したという。